# 10086 McCurdy
A 10086 McCurdy (ideiglenes jelöléssel (10086) 1990 SZ) a Naprendszer kisbolygóövében található aszteroida. Henry E. Holt fedezte fel 1990. szeptember 16-án.

## Kapcsolódó szócikk
- Kisbolygók listája (10001–10500)